# Baby Huey (personnage)
Pour les articles homonymes, voir Baby Huey.
Baby Huey est un personnage de dessin animé produit par Famous Studios et de comics publiés par Harvey Comics. Sa création est le plus souvent attribuée à Marty Taras.

## Description
Baby Huey est un caneton géant anthropomorphe qui vit avec ses parents dans la ville de Ducktown. Ses aventures ont deux thèmes principaux : échapper et ridiculiser un renard qui veut le manger ou se heurter à son père colérique à propos d'une tâche à accomplir. Baby Huey est toujours vêtu d'une couche géante, d'un maillot bleu et d'un bonnet pour bébé et tient le plus souvent en main son biberon.

## Création
Baby Huey apparaît pour la première fois dans le premier numéro du comics  Casper the Friendly Ghost publié par St. John en septembre 1949. St. John avait alors acquis les droits de publication en comics des personnages de Famous Studios. Ces derniers avaient prévu de produire un dessin animé avec Baby Huey mais la diffusion de celui-ci n'eut lieu que le 3 mars 1950. Ainsi la création du personnage a bien eu lieu au sein de la société de production mais sa première apparition est celle du comics. Comme il n'existe pas de documents indiquant la personne qui a eu l'idée du personnage, le nom du créateur est incertain mais il est probable que ce soit l'animateur Marty Taras. En effet il est celui qui a dessiné et animé quasiment toutes les aventures du personnage,.

## Dessins animés
Le premier dessin animé dans lequel apparaît Baby Huey s'intitule Quack a Doodle Doo. Le réalisateur est Izzy Sparber et le responsable de l'animation est Marty Taras. La voix dans la version originale est celle de Sid Raymond. Dix autres dessins animés sont produits par la suite de 1951 à 1959. Quand Harvey Comics achète les droits complets des personnages de Famous Studios, Baby Huey apparaît dans de nouveaux dessins animés produits par Harvey.

## Comics
Après sa création chez St. John, Baby Huey n'apparaît plus chez cet éditeur. En revanche, quand, en 1952, Harvey Comics reprend les droits de publier des comics avec les personnages de Famous Studios, les histoires de Baby Huey sont publiées dans Paramount Animated Comics. À partir du septième numéro, Baby Huey est toujours en couverture et son nom apparaît plus grand que le titre du comics. En juillet 1956 Paramount Animated Comics est arrêté mais en septembre est lancé Baby Huey the Baby Giant. Ce comics a plus tard deux séries dérivées : Baby Huey & Papa de 1962 à 1968 et Baby Huey Duckland de 1962 à 1966. En 1972, plus aucun comics avec le personnage n'est publié,. C'est seulement en 1980 qu'il revient dans un numéro unique puis de 1990 à 1994 dans onze numéros.